# 樋口喜輔

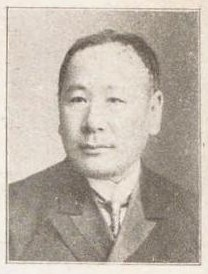
樋口喜輔

樋口 喜輔（ひぐち きすけ、1856年8月11日（安政3年7月11日） - 1933年（昭和8年）11月10日）は、青森県出身の政治家、実業家。

## 経歴
安政3年（1856年）、南津軽郡浪岡村（浪岡町を経て現青森市）に山内伝三郎の三男として生まれた。
一代で財を築き、当時の市財界の指導的立場に立つとともに、町政・市政にも関与。
明治25年に町会議員に当選して以来、20年にわたって町会・市会議員を務め、明治43年には市会議長に就任。明治45年には衆議院に当選（政友会）。
この間、青森港第2期拡張工事、水道事業の開始などに尽力。
大正10年青森貯蓄銀行(のち,みちのく銀行)を設立,頭取となる。他に、第五十九銀行監査役,青森電灯取締役などもつとめた。
また、青森商業会議所の設立発起人の1人で、明治41年には第4代会頭に就任し、その後も第7代（大正4年〜10年）、第9代（大正14年〜昭和4年）会頭も務めた。
人材の育成を目的として青森市育成会を創設するなど、市の発展に多くの功績を残した。昭和8年11月10日死去。78歳。